# Arachne (stroj)
Arachne je název československého proplétacího stroje  vyráběného ve druhé polovině 20. století. 

## Z historie strojů arachne
Konstrukce stroje se zakládala na čs. patentu číslo 85 358 z roku 1949, jehož autorem byl Josef Zmatlík. 
Stroj byl vyvinut v různých československých výzkumných ústavech a od roku 1963 asi do konce 80. let ho vyráběly tehdejší Kdyňské strojírny.  Do roku 1980 bylo v provozu 750 strojů arachne v cca 40 státech, z toho asi 150 v Československu. Např. 16 z nich bylo v provozu ve státním podniku Juta. Vyráběly se na nich izolační vložky a tuženky ze směsi lněné koudele a jutových odpadů, stroje s pracovní šířkou 100-150 cm běžely se 600 ot/min, ročně se z cca 1300 t vlákenného rouna a 78 t proplétacích polyamidových nití vyrobilo asi 3 miliony m² netkaných textilií.
Z pozdější doby není nic známo ani o rozsahu výroby strojů ani o jejich využití v průmyslové výrobě. V 90. letech získala výtvarnice Hynková jeden stroj arachne, který využila sama a její následovníci asi až do roku 2015 k tvorbě mnoha umělecky vzorovaných tapet s použitím techniky aradekor (stejná technologie jako art protis, ve které se však k proplétání používaly německé stroje Maliwat).

## Modifikace stroje arachne

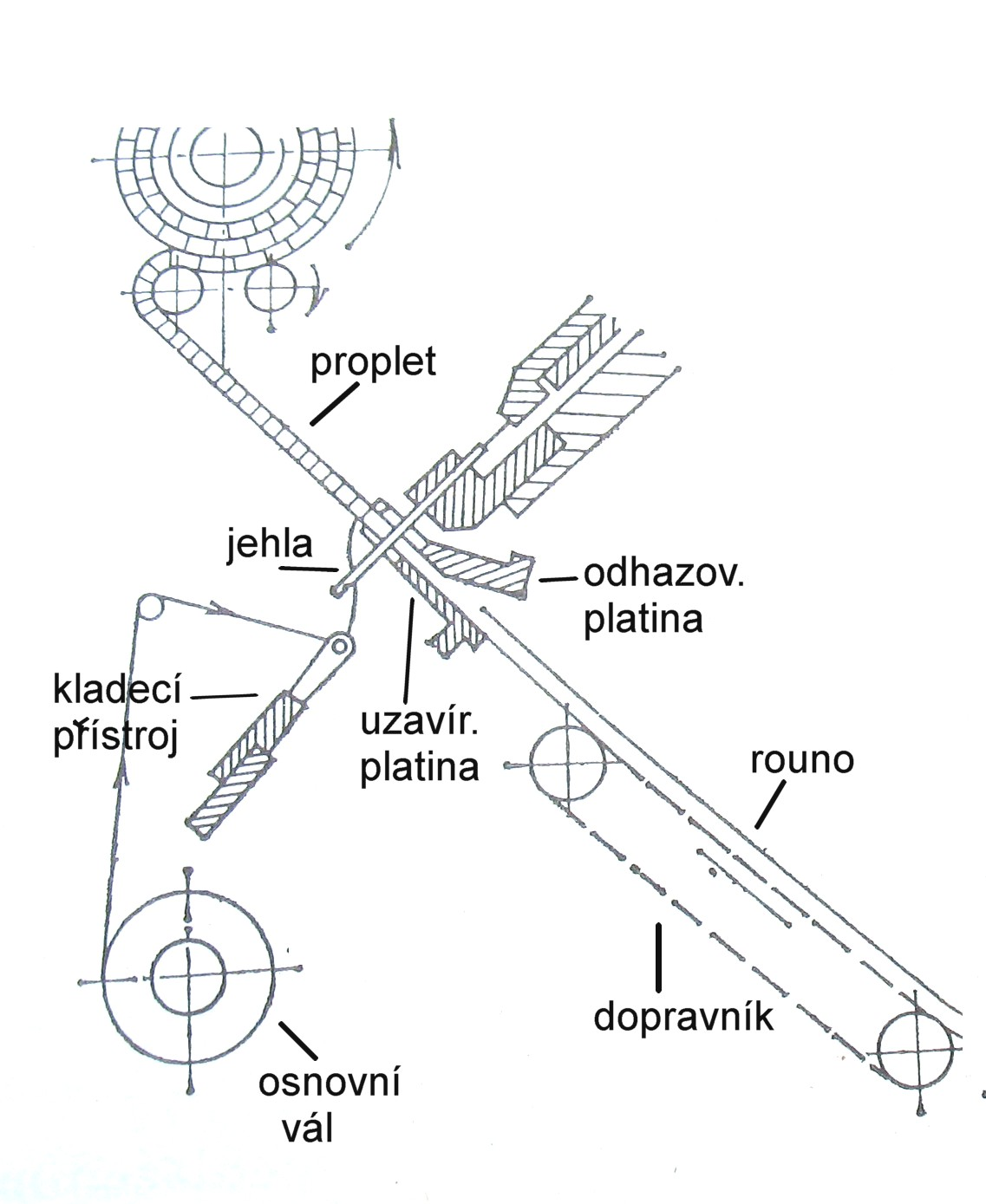
Schéma základní konstrukce stroje arachne

Arachne pracuje na stejném principu jako osnovní pletací stroj, je však opatřen dutými pletacími jehlami s uzavíracími jazýčky.
Ze základní technologie bylo vyvinuto několik modifikací:
- Arabeva – vlákenné rouno se zpevňuje pletacími očky
- Araloop – textilie se smyčkovým povrchem . Smyčky se vkládají do hotové tkaniny, pleteniny nebo do vlákenného rouna
- Bicolor-Araloop – se smyčkami na lící i rubu textilie, možnost plastického vzorování
- Araknit – klasická dvoupřístrojová osnovní pletenina
- Arutex – araknit s útkem propleteným v každém řádku pleteniny
- Aradekor – tapisérie z textilních vláken ručně vyskládaných a propletených na stroji arachne [7]